# Paphiopedilum violascens
Paphiopedilum violascens é uma espécie de orquídea terrestre, família Orchidaceae, que habita o norte e leste da Nova Guiné e a Ilha Manus, no Arquipélago de Bismarck.